# Deník nalezený ve vaně
Deník nalezený ve vaně (polsky Pamiętnik znaleziony w wannie) je vědeckofantastický román polského spisovatele Stanisława Lema vydaný nakladatelstvím Wydawnictwo Literackie v Krakově v roce 1961.
Česky knihu vydalo nakladatelství Baronet (ISBN 80-7214-169-4) v koedici s nakladatelstvím Knižní klub (ISBN 80-7176-963-0) v roce 1999.

## Námět
Děj románu se odehrává v podzemním protiatomovém krytu, kde jsou po globální katastrofě způsobené zánikem papíru nalezeny zápisky jednoho z jeho obyvatel. V tomto hermeticky uzavřeném prostředí se vytvořila deformovaná společnost s militantními a paranoidními rysy.
Atmosféra podzemního komplexu připomíná depresivní byrokratické vize Franze Kafky.